# Josep Maria Jofresa
Josep Maria Jofresa Puig, (nacido el 10 de diciembre de 1941 en Barcelona, España y fallecido el 13 de abril de 1985 en la misma ciudad) fue un jugador de baloncesto español. Con 1.92 de estatura, su puesto natural en la cancha era el de alero. Es el padre de los también jugadores profesionales Rafael Jofresa y Tomás Jofresa.

## Trayectoria
Criado en la cantera del Colegio La Sallé Josepets y Español, debuta en el primer equipo perico con 17 años, después ficharía por el histórico Picadero Jockey Club, donde jugaría cinco años y conseguiría llegar a ser internacional por España, retorna al Español, donde juega otros cuatro años, luego jugaría en el CD Manresa (cinco años), Bàsquet Manresa (un año) y Club Bàsquet L'Hospitalet, donde se retiraría con 34 años.

## Vida personal
Junto con sus hijos Rafael Jofresa y Tomás Jofresa, es una de las cinco sagas, padre e hijo en ser internacionales por España. Las otras tres  son Pepe Laso y Pablo Laso y Josep Maria Soler y Jordi Soler, José Manuel Beirán y Javier Beirán y Santi Aldama y Santi Aldama.